# Pietu Wikström
Pietu Wikström, född 1994, är en finländsk skådespelare.
Wikström har bland annat medverkat i filmerna Tytöt tytöt tytöt och Fyra små vuxna. Han har även medverkat i TV-serien Sunnuntailounas.

## Filmografi (i urval)
- 2022 – Tytöt tytöt tytöt
- 2023 – Sunnuntailounas (TV-serie)
- 2023 – Fyra små vuxna